# Глоссарий терминов автодорожного транспорта

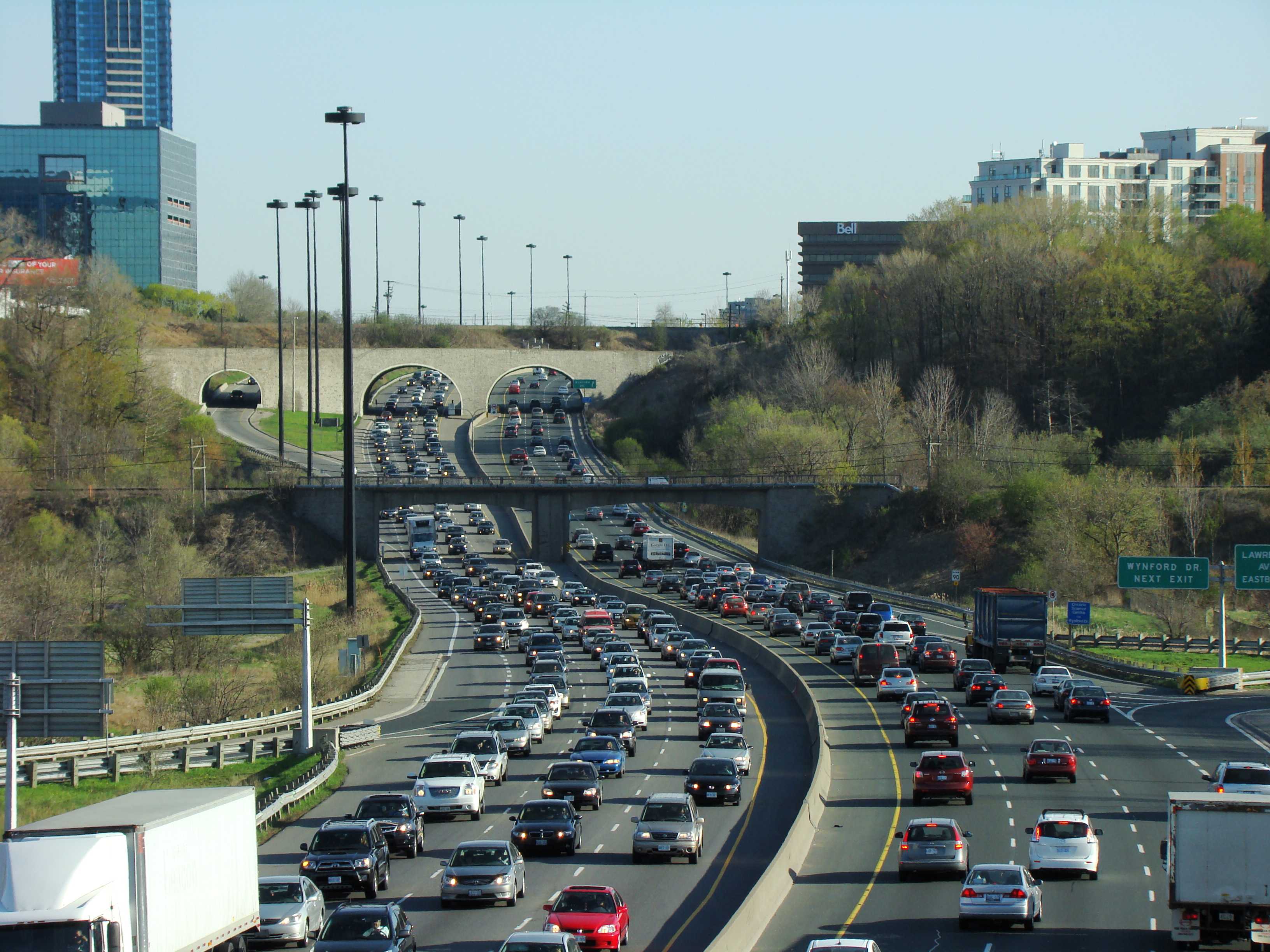
Движение на бульваре Дон-Вэлли-Паркуэй в Торонто

Глоссарий терминов автодорожного транспорта — терминология, относящаяся к автомобильному транспорту — перевозке пассажиров или грузов по маршрутам с твёрдым (асфальтированным, бетонным или иным образом улучшенным) покрытием. В пределах одной страны также могут быть региональные различия, а некоторые термины различаются в зависимости от стороны дорожного движения.
Этот глоссарий представляет собой алфавитный перечень терминов, используемых для автомобильного транспорта.

## 0—9
2-1 road
Особая категория однополосных дорог, строящихся в Дании и Швеции, состоящая из одной полосы с двусторонним движением и очень широкими обочинами для пешеходов и велосипедистов.
2+1 road
Особая категория трёхполосной дороги, состоящей из двух полос в одном направлении и одной полосы в другом, чередующихся через каждые несколько километров и обычно разделённых барьером из стального троса.
2+2 road
Особый тип дороги с двусторонним движением, строящийся в Ирландии, Швеции и Финляндии, состоящий из двух полос движения в каждом направлении, разделённых барьером из стального троса.
3-way junction или 3-way intersection
См.: Трёхсторонний перекрёсток
5-1-1
Телефонная горячая линия с информацией о транспорте и дорожном движении в некоторых регионах США и Канады, которая изначально предназначалась для получения информации о погоде на дорогах.

## А
Альтернативный маршрут (англ. alternate route)
Шоссе, которое отделяется от основной магистрали и снова соединяется через некоторое расстояние.
Автомобиль (англ. automobile или car)
Колёсное транспортное средство, используемое для перевозки.
Автомобильная дорога
Объект транспортной инфраструктуры, предназначенный для движения транспортных средств.
Автомобильная пробка (англ. Gridlock)
См. также: Дорожный затор
Автомобильное транспортное средство (англ. automotive vehicle)
См.: Механическое транспортное средство
Автомобиль скорой помощи (также реанимобиль; англ. ambulance, reanimation mobile или reanimobile)
Транспортное средство с медицинским оборудованием, которое перевозит пациентов в лечебные учреждения, например, в больницы.
Автономный транспорт
См. также: Беспилотный автомобиль.
Вид транспорта, основанный на автономной системе управления.
Автономное транспортное средство (англ. Autonomous vehicle)
См. также: Беспилотный автомобиль, Автономный транспорт

## Б
Барьерная система оплаты проезда (англ. Barrier toll system или open toll system)
Метод взимания платы за проезд на платных автомагистралях с использованием барьеров для оплаты через регулярные интервалы, обычно взимается фиксированная ставка на каждом барьере.
Беспилотный автомобиль (англ. Self-driving car, autonomous vehicle, driverless car)
Транспортное средство, способное «чувствовать» окружающую среду и безопасно двигаться практически без участия человека.
Бульвар (англ. Boulevard)
Тип большой дороги, обычно проходящей через город.

## В
Велосипед (англ. Bicycle, bike, или cycle)
Транспортное средство, приводимое в движение человеком или двигателем, с педальным управлением и/или с электроприводом, одноколейное транспортное средство с двумя колёсами, прикреплёнными к раме, одно за другим.
Велосипедная улица (англ. Bicycle boulevard)
Улица, по которой разрешено движение местных транспортных средств, но предпочтение отдаётся велосипедам и другим немоторизованным транспортным средствам.
Велосипедное шоссе (англ. Bike freeway, cycling superhighway, fast cycle route, или bicycle highway)
Неофициальное название велосипедной дорожки, предназначенной для междугороднего движения.
Велосипедная полоса, велосипедная дорожка или велодорожка (англ. Bike lane или cycle lane)
Полоса дорожного движения, выделенная на общей дороге или рядом с ней только для велосипедистов.
Выделенная полоса (англ. Bus lane)
Полоса движения, перемещение по которой (постоянно или в определённые дни и часы) ограничено для личного транспорта. Выделенные полосы предназначены для ускорения общественного транспорта при высокой загрузке дорог, снижения числа ДТП и т. д.

## Д
Движение без остановки запрещено со всех направлений (англ. All-way stop или four-way stop)
Система перекрёстков, в которой транспортное средство, приближающееся к нему со всех направлений, должно останавливаться, прежде чем продолжить движение через перекрёсток.
Двухсторонняя проезжая часть (англ. Dual carriageway или divided highway)
Класс автомобильных дорог с двумя проезжими частями для движения в противоположных направлениях, разделённых разделительной полосой или разделительной полосой.
Дорожная диета (англ. Road diet)
Политика, направленная на уменьшение числа полос движения и их сужение, чтобы вынудить водителей уменьшать скорость движения и, таким образом, повысить безопасность дорожного движения в населённых пунктах.
Дорожная развязка или развязка (англ. Road junction)
См. также Транспортная развязка
Место, где пересекаются несколько дорог, что позволяет транспортному движению переходить с одной дороги на другую.
Дорожная разметка, линии дорожной разметки, разметка
Маркировка на покрытии автомобильных дорог, служащая для сообщения определённой информации участникам дорожного движения.
Дорожное движение или трафик (англ. Traffic)
Пешеходы, ездовые или пасущиеся животные, транспортные средства, трамваи, автобусы и другие общественные транспортные средства, по отдельности или вместе, использующие дороги для передвижения.
Дорожный затор, затор (англ. Traffic congestion)
См. также: Автомобильная пробка
Скопление на дороге транспортных средств, движущихся со средней скоростью, значительно меньшей, чем нормальная скорость для данного участка дороги. При образовании затора значительно снижается пропускная способность участка дороги.
Дорожный знак (англ. road sign)
Техническое средство безопасности дорожного движения, стандартизированный графический рисунок, устанавливаемый у дороги для сообщения определённой информации участникам дорожного движения.
Дорожный указатель
См.: Дорожный знак.

## Ж
Железнодорожный путь
Комплекс инженерных сооружений, образующих в полосе отвода дорогу с направляющей рельсовой колеёй.

## З
Зебра (англ. Zebra crossing)
Пешеходный переход, обозначенный чередующимися тёмными и светлыми полосами, которые обычно дают пешеходам дополнительные права перехода.

## И
Искусственная неровность (англ. speed bump, speed hump, traffic thresholds, speed breakers, sleeping policemen, speed cushion, speed table)
Искусственная неровность, элемент принудительного снижения скорости транспортных средств, одна из мер успокоения дорожного движения.

## К
Кольцевая автомобильная дорога, кольцевая автодорога или кольцо (англ. ring road, beltway, circumferential highway или orbital)
Шоссе или ряд шоссе, которые окружают город или посёлок.
Коробчатая разметка, вафельная разметка или вафля (англ. Box junction)
См.: Дорожная разметка.
Мера по управлению дорожным движением, предназначенная для предотвращения заторов и пробок на перекрёстках. Поверхность перекрёстка обычно отмечена перекрёстной сеткой диагональных нарисованных линий (или только двумя линиями, пересекающими друг друга в рамке). Транспортные средства не могут въезжать в отмеченную таким образом зону, если их выезд с перекрёстка не свободен, при повороте необходимо ждать разрыва во встречном транспортном потоке.

## Л
Лежачий полицейский
См.: Искусственная неровность.
Линии дорожной разметки
См.: Дорожная разметка.

## М
Магистральная улица (англ. Arterial road или arterial thoroughfare)
Городская дорога с высокой пропускной способностью, предназначенная для предоставления трафика с максимально возможным уровнем обслуживания.
Механическое транспортное средство (англ. Motor vehicle, motorized vehicle, automotive vehicle)
Самоходное транспортное средство, обычно колёсное, не передвигающееся по рельсам (см. Железнодорожный путь).

## П
Пешеходный переход
Место, где пешеходы могут переходить дорогу.
Перекрёсток
Дорожная развязка, на которой две или более дорог пересекаются на одном уровне или уклоне.
Подъездная дорога (англ. Access road)
Полоса движения (англ. lane)
Часть дороги или проезжей части, предназначенная для использования одним рядом транспортных средств, чтобы контролировать и направлять водителей и уменьшать количество дорожных конфликтов.
Полоса HOV (англ. High-occupancy vehicle lane)
Полоса движения, предназначенная для транспортных средств, перевозящих двух или более пассажиров, или других освобождённых транспортных средств.
Пробка
См.: Автомобильная пробка
См. также: Дорожный затор
Проезжая часть (англ. Carriageway или roadway)
Ширина дороги, на которой транспортное средство не ограничено какими-либо физическими барьерами или перегородками для бокового движения. Дорога может состоять из одной или нескольких проезжих частей; дорога с одной проезжей частью могут включать оба направления дорожного движения проезжей части, в то время как несколько проезжих частей могут разделять движение по направлению или типу.
Просёлок или просёлочная дорога (англ. Country road)
Путь движения (дорога) между поселениями (сёлами, деревнями, выселками и так далее), в стороне от городов, от больших дорог (столбовых, шоссе).

## Р
Развязка
См.: Дорожная развязка
Рекомендательное ограничение скорости (англ. Advisory speed limit)
Рекомендация по скорости от руководящего органа.
Реанимобиль
См.: Автомобиль скорой помощи
Реверсивная полоса (англ. Reversible lane)
См.: Полоса движения
Полоса проезжей части, направление движения по которой может изменяться на противоположное. Предназначена для повышения пропускной способности проезжей части путём перенаправления транспортного потока в час пик. Движение по трассам с реверсным движением широко распространена во многих странах мира, однако в странах СНГ подобный тип дорожного движения встречается редко.

## С
Сельская дорога (или бэк-роуд от англ. Backroad)
Второстепенный тип дороги, обычно встречающийся в сельской местности.
Сигнальный портал (англ. Gantry, sign holder, road sign holder, sign structure, road sign structure)
Рама (обычно стальная), представляющая собой узел дорожных знаков, в котором монтируются знаки или железнодорожные сигналы, которые поддерживаются на специальной подвесной опоре. Эти порталы также часто содержат аппаратуру для систем наблюдения за дорожным движением и камеры или системы взимания платы за открытые дороги.
Специальный маршрут (особый маршрут, вспомогательный маршрут, дополнительный маршрут; англ. Special route, Auxiliary route)
Шоссе, дополняющее главную или внутреннюю автомагистраль.
Среднегодовой дневной трафик (англ. Annual average daily traffic)
Показатель общего объёма движения транспортных средств на участке дороги за год, разделённый на 365 дней для получения среднего значения.

## Т
Трёхсторонний перекрёсток (англ. Three-way junction, 3-way junction, 3-way intersection, Y junction, Y intersection, T junction, T intersection)
Точки Боттса, также черепахи в Вашингтоне и Орегоне или кнопки в Техасе и других южных штатах (англ. Botts’ dots)
Круглые неотражающие приподнятые маркеры тротуара. Во многих частях США точки Боттса используются вместе со светоотражающими приподнятыми указателями на тротуарах для обозначения полос движения на автомагистралях и магистралях, обеспечивая тактильную и слуховую обратную связь с водителями при движении по обозначенным полосам движения и аналогичны шумовым полосам.
Транспортная инфраструктура (англ. Transport Infrastructure)
Разновидность инфраструктуры, совокупность всех отраслей и предприятий транспорта, как выполняющих перевозки, так и обеспечивающих их выполнение и обслуживание.
Транспортная развязка (англ. Interchange)
См. также Дорожная развязка
Комплекс дорожных сооружений (мостов, туннелей, дорог), предназначенный для минимизации пересечений транспортных потоков и, как следствие, для увеличения пропускной способности дорог.
Транспортный поток (англ. Traffic flow)
Упорядоченное транспортной сетью движение транспортных средств.

## У
Узкое место трафика или «бутылочное горлышко» (англ. Traffic bottleneck или bottleneck)
В дорожном движении узкое место («бутылочное горлышко») — это ограничение движения транспортных средств в данном месте дороги, как правило, вызванное уменьшением количества доступных полос движения. В отличие от пробки, узкое место является результатом конкретных и часто временных физических условий.
Уровень обслуживания (англ. Level of service)
Измерение, используемое для описания качества движения на шоссе. Уровни варьируются от свободного потока трафика до постоянных пробок.

## Ф
Фасадная дорога (англ. Frontage road, access road, service road или parallel road)
Местная дорога, идущая параллельно высокоскоростной дороге с ограниченным доступом.

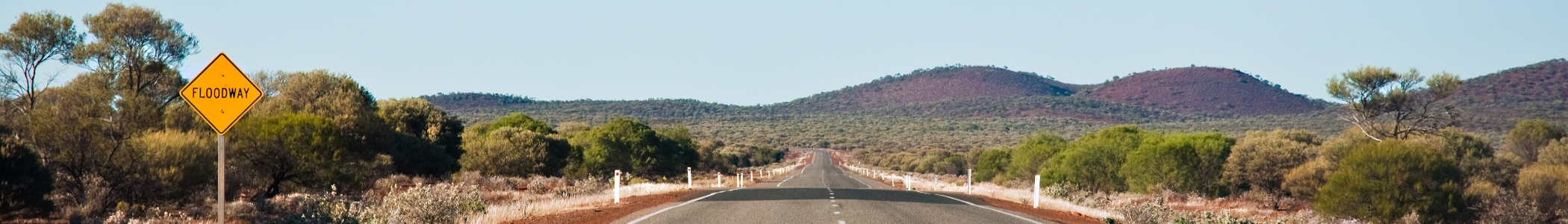
Флудвей на Грейт-Нортерн-Хайвей, Западная Австралия

Флудвей (от англ. Floodway — «наводнение»)
Переход через пойму, построенный на естественном уровне земли или близко к нему, предназначенный для погружения под воду, но выдерживающий такие условия. мост нерентабелен.

## Ш
Шлагбаум (англ. Boom barrier или boom gate)
Устройство для быстрого преграждения и освобождения пути проезда транспортных средств или пешеходов через контролируемую точку в виде поворачивающейся вокруг горизонтальной (вертикальный шлагбаум) или вертикальной (горизонтальный шлагбаум) оси стрелы.
Шумовая полоса (англ. Rumble strip)
Наземная дорожная разметка, нанесённая таким образом, чтобы создавать звук во время движения транспортных средств по ней, сигнализируя о наезде водителя на линию, например, когда водитель отвлёкся или заснул за рулём. Является вспомогательным средством регулирования и обеспечения дорожного движения.